# Fiesta del Cristo (Garganta la Olla)
La fiesta del Cristo es una ceremonia folclórica que se celebra anualmente el 13 y 14 de setiembre en la villa española de Garganta la Olla, en la provincia de Cáceres. Es una fiesta eminentemente religiosa en honor al Santísimo Cristo del Humilladero, que forma la celebración local de la Exaltación de la Santa Cruz. La fiesta es conocida porque en ella tienen lugar un conjunto de bailes folclóricos conocidos como la "danza de los palitroques".

## Historia
El origen de esta fiesta es desconocido. Los "paloteos" o danzas rituales con palos son habituales en esta zona de montaña y se cree que derivan de ritos paganos de petición de fertilidad de la tierra agrícola, ya que los palos podrían representar instrumentos agrícolas y los danzantes se inclinan ante la tierra. La imagen del Cristo utilizada en la ceremonia es del siglo XVI.
La ceremonia se institucionalizó oficialmente en 1925, cuando se fundó la Cofradía del Cristo, que desde entonces mantiene intacto el funcionamiento de la fiesta. Puede formar parte de la cofradía cualquier hombre o mujer, con la condición de inscribirse como cofrade el 14 de setiembre. Una vez inscritos, los cofrades forman parte desde 1925 de una lista rotatoria, en la que cada año se nombran cuatro mayordomos, cada uno de los cuales se encarga de organizar uno de los cuatro convites de la fiesta. Por el contrario, el puesto de danzante es fijo todos los años desde sus orígenes: el que entra de danzante solamente suele dejar el cargo cuando ya no puede bailar, y los nuevos danzantes solamente entran cuando sale uno de los anteriores.

## Celebración

### Día 13, la Víspera
A mediodía salen los danzantes a recorrer las calles de la villa, en la puerta de la iglesia de San Lorenzo, mientras repican las campanas, ejecutan un ensayo general de la danza de los palitroques y a continuación vuelven a recorrer las calles de la villa.
Por la tarde, sobre las cinco y media, salen de nuevo a recorrer las calles de la villa y van con el sacerdote desde la casa parroquial hasta la ermita del Cristo, donde recogen la imagen del Cristo para llevarla en procesión hasta el templo parroquial. A continuación van a casa del primer mayordomo, que les ofrece un convite que tiene lugar en la casa parroquial para, una vez recuperadas las fuerzas, volver a salir a recorrer las calles de la villa. Al anochecer, en el portal de la iglesia, vuelven a repicar las campanas mientras los danzantes vuelven a realizar otro ensayo general de la danza.

### Día 14, fiesta del Cristo
De madrugada salen los danzantes a recorrer las calles de la villa, en lo que se conoce "la alborada", que se desarrolla en torno a las siete horas. Al amanecer, en el portal de la iglesia parroquial, mientras repican las campanas, ejecutan el último ensayo general de la danza, para, a continuación, dirigirse a la casa del segundo mayordomo, que les ofrece el desayuno en la casa parroquial.
Por la mañana, ataviados con su característica indumentaria blanca adornada con cintas, recorren las calles de la villa y, después de recoger a los mayordomos y al cura, se dirigen a la iglesia para recoger al imagen del Cristo y comenzar la procesión, durante la cual caminan sin dar la espalda al Cristo y ejecutando los distintos paloteos de los que se compone la danza. La procesión se detiene a la salida en la puerta de la iglesia y posteriormente en la plaza, donde los danzantes bailan tejiendo el cordón en honor al Cristo. Después de la procesión tiene lugar sobre las once horas la misa, y a su conclusión se dirigen todos a la casa parroquial, donde el tercer mayordomo les convida con un refrigerio para recuperar las fuerzas.
A las seis de la tarde, salen por última vez los danzantes a recorrer las calles y, nuevamente, tras recoger a los mayordomos y al cura, se dirigen a la iglesia para recoger la imagen del Cristo y devolverla a su ermita. Al llegar a la ermita se subastan las andas de la imagen para meterla en el templo y a continuación pasan todos los presentes a besar los pies de la imagen. Acabado el besapiés, los danzantes se encaminan a la casa del cuarto mayordomo, que les invita a un refrigerio en la casa parroquial, dando de esta forma por finalizada la fiesta.